# Atlantoraja platana
Atlantoraja platana — вид хрящевых рыб рода Atlantoraja семейства Arhynchobatidae отряда скатообразных. Обитают в субтропических водах юго-западной части Атлантического океана между 23° ю .ш и 45° ю. ш. Встречаются на глубине до 181 м. Их крупные, уплощённые грудные плавники образуют округлый диск со треугольным рылом. Максимальная зарегистрированная длина 81,6 см, а ширина диска 27 см. Яйцекладущий вид. Не являются объектом целевого промысла.

## Таксономия
Впервые вид был научно описан в 1880 году как Raja platana. Видовой эпитет происходит от названия реки Ла-Плата.

## Ареал
Эти скаты обитают у восточного побережья Южной Америки в водах Аргентины, Бразилии и Уругвая. Встречаются на континентальном шельфе на глубине от 19 до 181 м.

## Описание
Широкие и плоские грудные плавники этих скатов образуют ромбовидный диск с широким треугольным рылом. На вентральной стороне диска расположены 5 жаберных щелей, ноздри и рот. На тонком хвосте имеются латеральные складки. У этих скатов 2 редуцированных спинных плавника и редуцированный хвостовой плавник. Максимальная зарегистрированная длина 81,6 см, а ширина диска 27 см.

## Биология
Эмбрионы питаются исключительно желтком. Эти скаты откладывают яйца, заключённые в роговую капсулу с твёрдыми «рожками» на концах. Самцы и самки достигают половой зрелости при длине 47—53 см и 45—50 см соответственно. Они способны размножаться круглый год. Пик сезона размножения, когда происходит нерест, приходится на январь. Рацион состоит из ракообразных, головоногих и костистых рыб.

## Взаимодействие с человеком
Эти скаты не являются объектом целевого лова. Они попадаются в качестве прилова при глубоководном тралении. В ареале ведётся интенсивный промысел. В Аргентине и Уругвае объем биомассы, полученной в ходе исследовательского траления, за период с 1994 о 1999 годы сократился на 75 %. Международный союз охраны природы присвоил этому виду охранный статус «Уязвимый».